# Leucania major
Leucania major är en fjärilsart som beskrevs av Max Wilhelm Karl Draudt 1950. Leucania major ingår i släktet Leucania och familjen nattflyn. Inga underarter finns listade i Catalogue of Life.